# سباستيان مارتينيز (لاعب كرة القدم)
سباستيان مارتينيز (بالألمانية: Sebastián Martínez)‏ (و. 1977  م) هو لاعب كرة القدم، من النمسا، ولد في فيينا، يلعب كلاعب وسط.

## روابط خارجية
- سباستيان مارتينيز على موقع قاعدة بيانات كرة القدم.إي يو (الإنجليزية)
- سباستيان مارتينيز على موقع ناشيونال فوتبول تيمز (الإنجليزية)
- سباستيان مارتينيز على موقع عالم كرة القدم.نت (الإنجليزية)